# 潮王路駅
潮王路駅（ちょうおうろえき）は、中華人民共和国浙江省杭州市拱墅区河東路に位置する杭州地下鉄3号線の駅。

## 歴史
- 2022年2月21日：開業[1]。

## 駅構造
島式ホーム1面2線を有する地下駅。星橋側に引き上げ線がある。

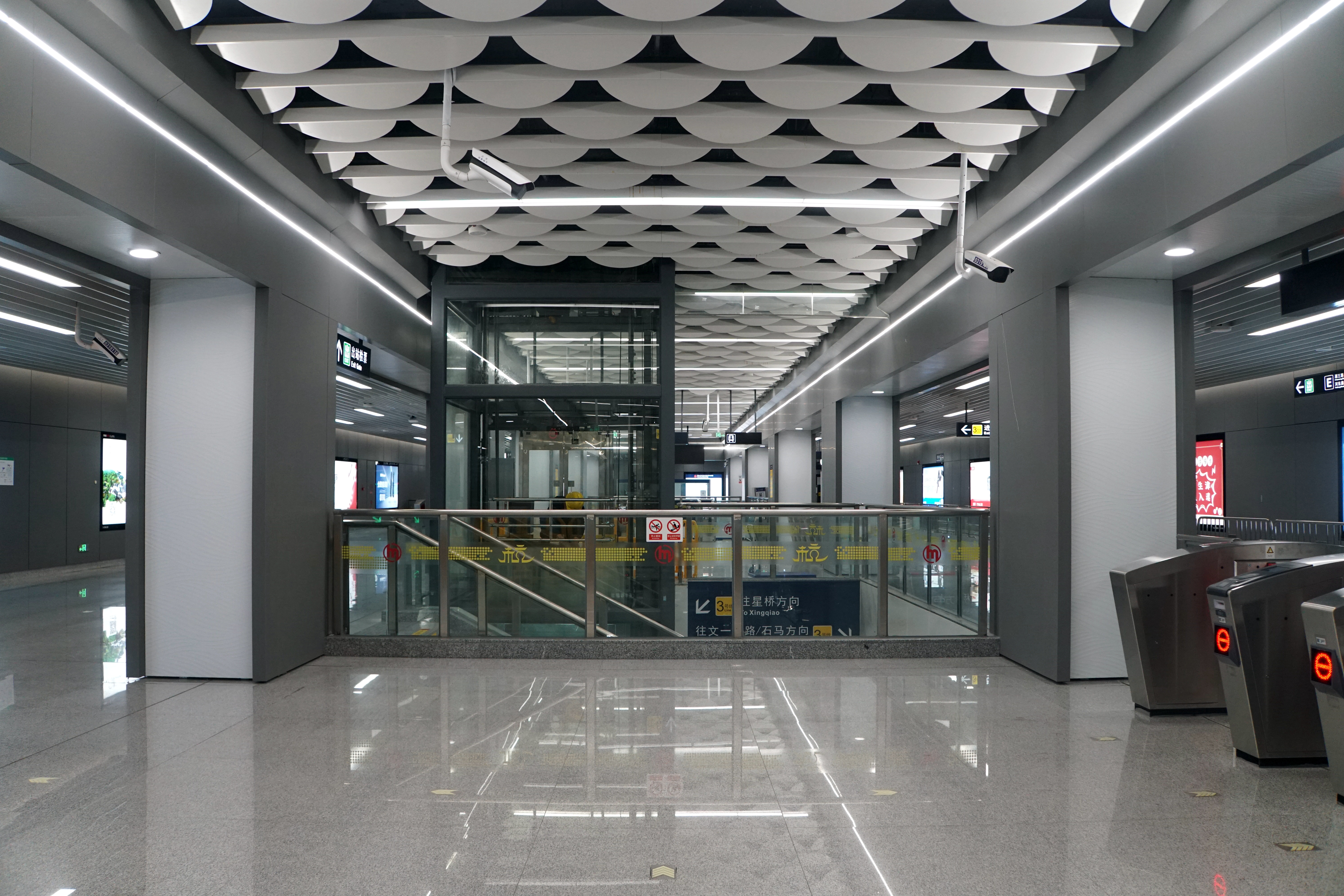
コンコース
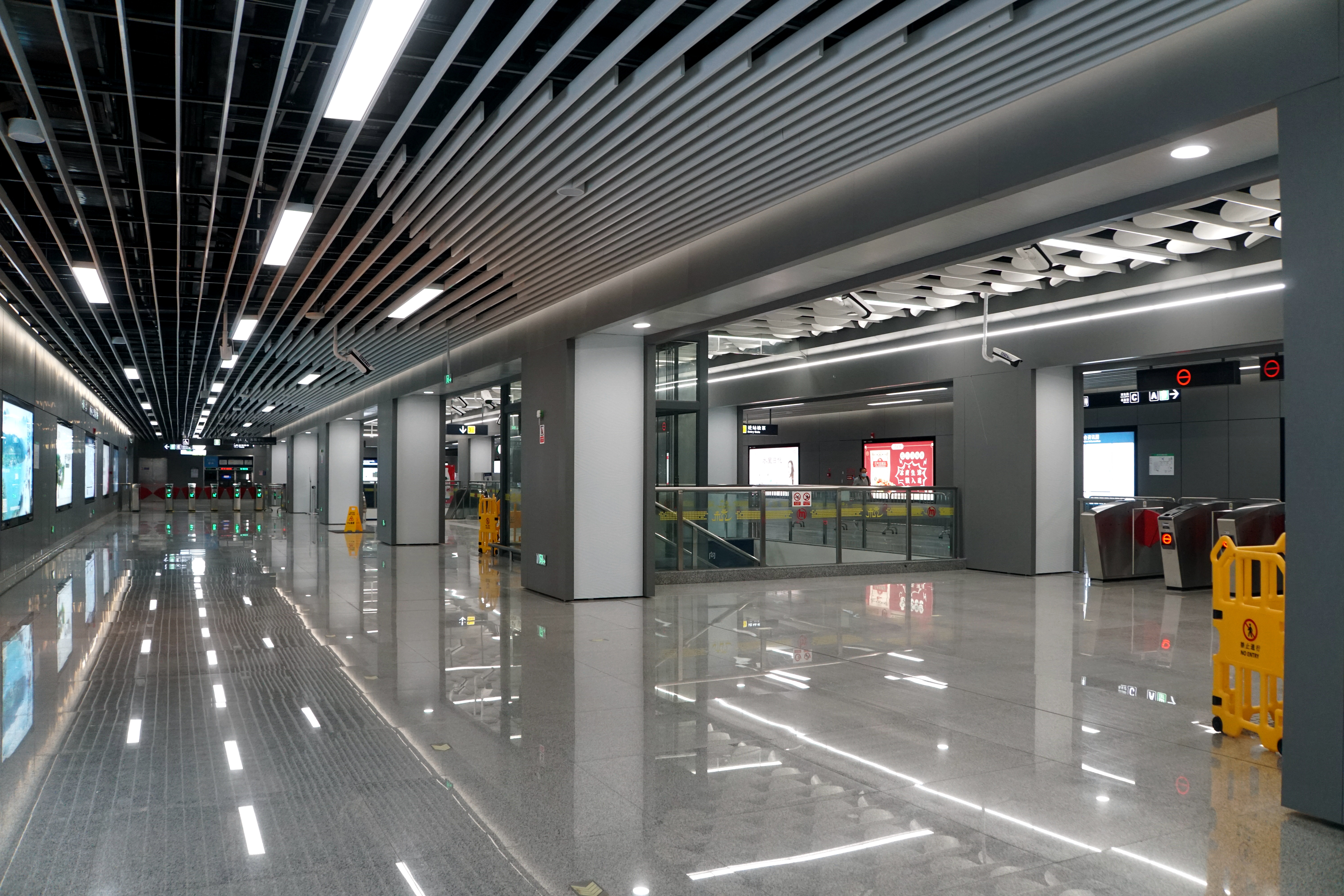
コンコース
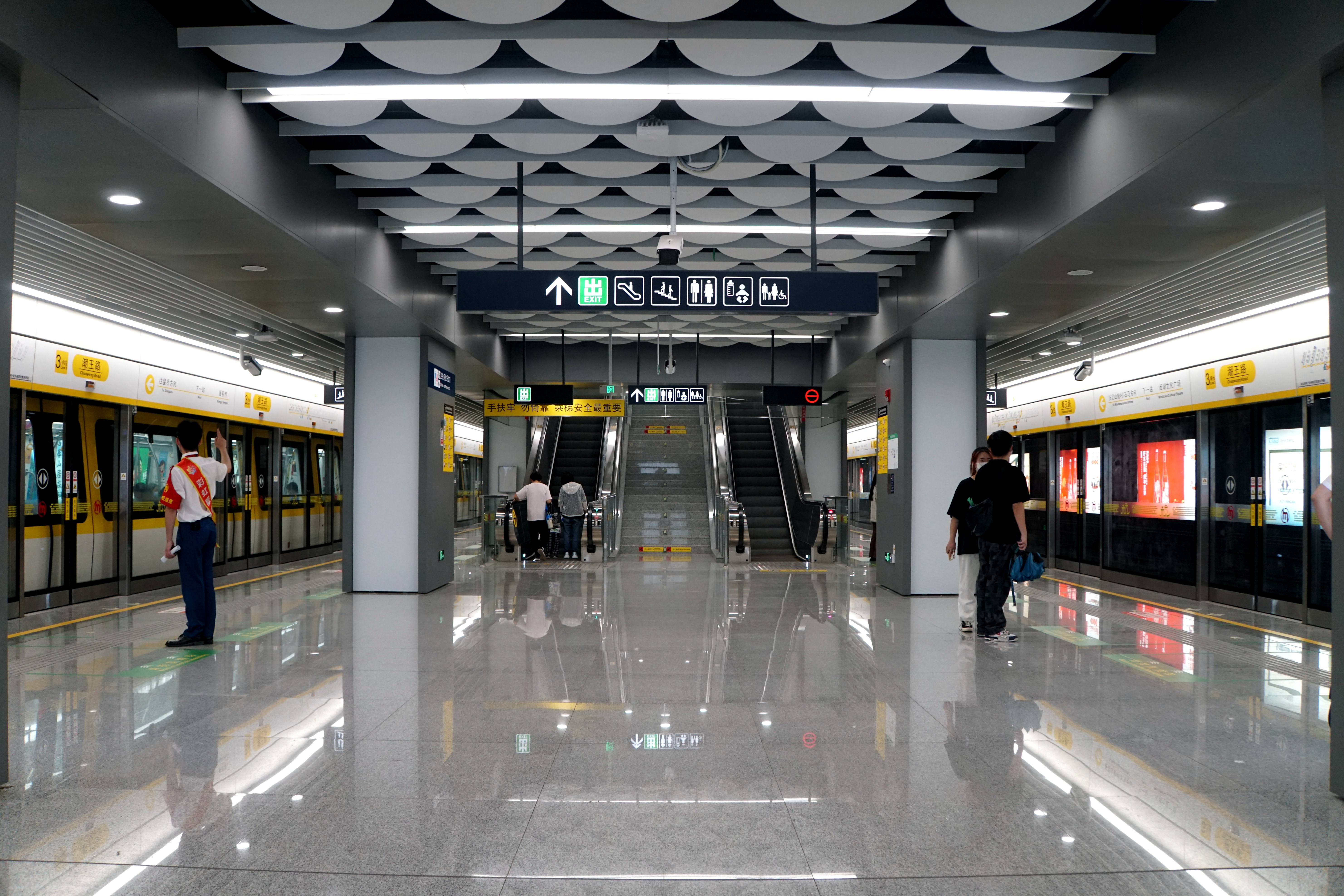
ホーム
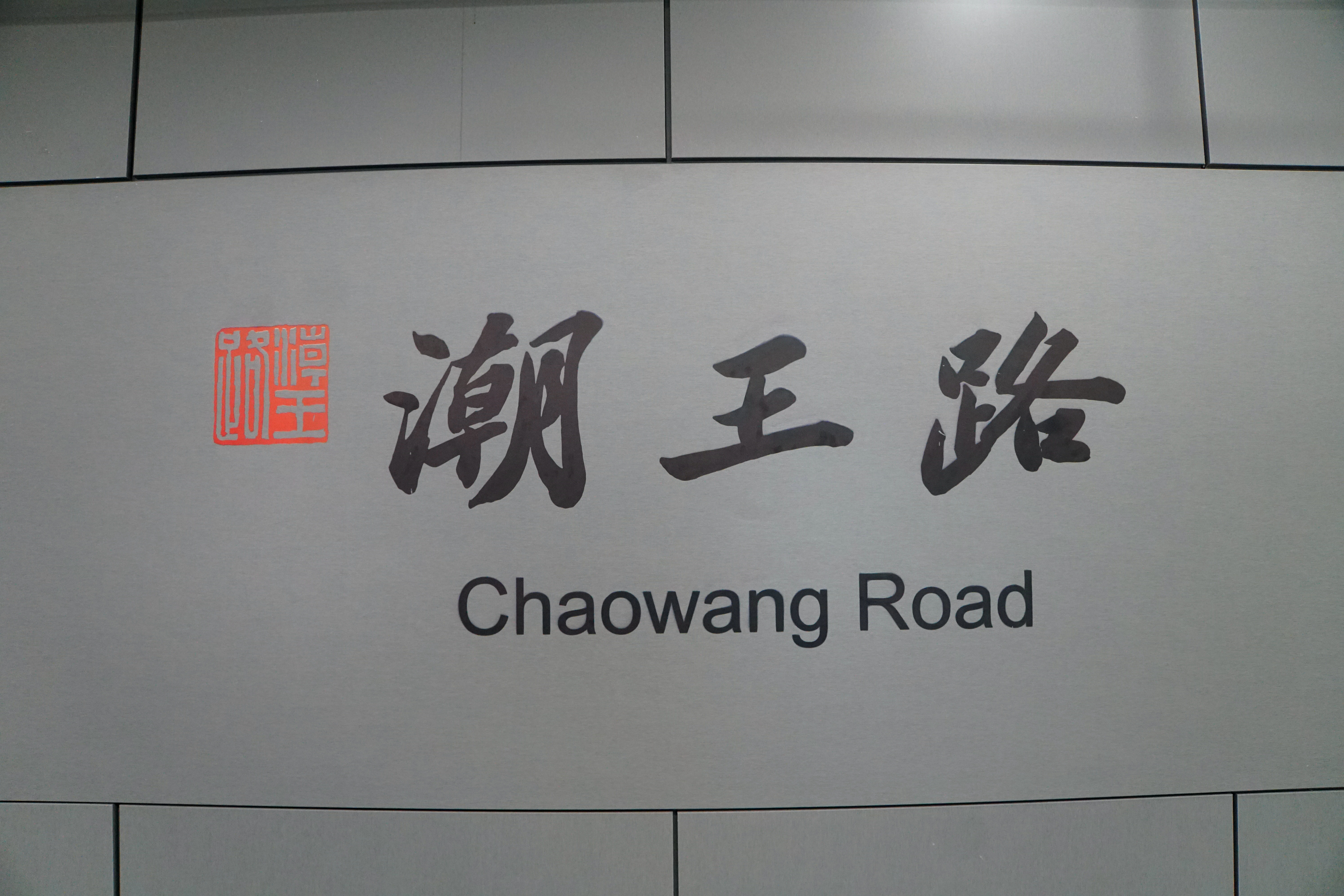
駅名

### のりば
| 番線       | 路線    | 行先                         |
| ---------- | ------- | ---------------------------- |
| 南・西方面 | ■ 3号線 | 火車西站・呉山前村・石馬方面 |
| 北・東方面 | ■ 3号線 | 星橋方面                     |

## 駅周辺
- 朝暉五・七・八・九小区

## 隣の駅
杭州地下鉄
■ 3号線
西湖文化広場駅 - 潮王路駅 - 香積寺駅